# 暨陶
暨陶。福建路崇安縣人（今武夷山市），北宋官員、詩人，善音律，以詞賦而出名。元豐年間進士。

## 逸事
宋元豐五年，進士放榜唱名，當時韻書「洎、暨」同音，均屬去聲[註]，主持以「洎」音叫暨陶，三呼不應，考試官蘇頌是福建同安人（今廈門），建議以入聲呼之[註]，暨陶應聲而出。皇上宋神宗好奇，蘇頌回答：「三國時代吳國出了一個尚書叫暨豔，暨陶可能是其後代，而當地『暨』屬去聲[註]。」蘇頌問暨陶籍貫，原來二人是福建同鄉。暨陶回答自己是崇安縣人（今武夷山市），宋神宗喜曰：「果吳人也。」

## 註解
- 回正文「暨」字在現代漢語俱為陰去調，包括上文考官蘇頌所屬的閩語廈門話 ki-陰去、粵語 kei-陰去、吳語蘇州話 tɕij-陰去、北京官話 ji-去聲。

## 引用文獻
1. ↑  《閩語與浙南吳語的深層聯繫》，鄭張尚芳，轉引宋朝葉夢得的《石林燕語》卷八：「元豐五年，黃冕仲榜唱名。有暨陶者，主司初以‘洎’音呼之，三呼不應，蘇子容時為試官，神宗顧蘇，蘇曰：‘當以入聲呼之’，果出應。上曰：‘卿何以知為入音？’蘇言曰：‘三國志吳有暨豔，陶恐其後。’遂問陶鄉貫，曰：‘崇安人。’上喜曰：‘果吳人也。’」